# Ethash
Az Ethash egy proof-of-work (PoW) alapú bányászalgoritmus, amelyet eredetileg az Ethereum blokklánchálózat számára fejlesztettek ki, de ma már főként az Ethereum Classic és más PoW-alapú kriptovaluták használják. Az Ethash a Dagger-Hashimoto algoritmus módosított változata, amelynek célja az ASIC-rezisztencia és a memóriaigényes számítások biztosítása volt, hogy a bányászat decentralizáltabb maradjon. Az Ethereum 2022-es átállása a Proof of Stake (PoS) konszenzusmechanizmusra (The Merge) után az Ethash-t az Ethereum főhálózatán már nem használják, de más hálózatokon továbbra is releváns.

## Története
Az Ethash-t az Ethereum Alapítvány fejlesztette ki, és 2015-ben, az Ethereum mainnet indulásakor vezették be. Az algoritmus a Dagger-Hashimoto kutatási projektből fejlődött ki, amely Vitalik Buterin és Thaddeus Dryja munkáján alapult. A Dagger-Hashimoto célja az volt, hogy memóriaigényes legyen, így csökkentse az ASIC bányászok dominanciáját, de az Ethash további finomításokat vezetett be, például a DAG (Directed Acyclic Graph) adatszerkezet használatát. 2018-ban a Bitmain bevezette az első Ethash-kompatibilis ASIC bányászt, ami vitákat váltott ki a közösségben, mivel az ASIC-rezisztencia részben meghiúsult.

## Technikai jellemzők
Az Ethash egy memóriaigényes PoW-algoritmus, amely a bányászoktól jelentős mennyiségű RAM használatát igényli. A működéséhez egy DAG nevű adatszerkezetet használ, amelynek mérete minden epoch-ban (30 000 blokkonként, kb. 5,2 naponta) nő, így a bányászathoz szükséges memóriaigény folyamatosan emelkedik. Az Ethash a Keccak-256 hash függvényt használja (amely nem azonos a szabványos SHA-3-mal), és a bányászok feladata egy nonce megtalálása, amelynek hash-értéke egy adott nehézségi küszöb alatt van. Az algoritmus GPU-barát, mivel a nagy memóriaigény miatt a GPU-k hatékonyabbak, mint a CPU-k, de az ASIC bányászok megjelenése óta ezek is használhatók.
Az Ethash bányászat során a hálózat dinamikusan állítja a nehézségi szintet, hogy a blokktermelés időtartama állandó maradjon (átlagosan 12 másodperc blokkonként az Ethereum hálózaton). A bányászok számára a memóriaigény növekedése miatt a modernebb, nagyobb VRAM-mal rendelkező GPU-k (legalább 4 GB) szükségesek.

## Felhasználási területek
Az Ethash-t eredetileg az Ethereum hálózaton használták, de az Ethereum PoS-re való átállása után az Ethereum Classic maradt a legjelentősebb hálózat, amely ezt az algoritmust alkalmazza. Más kriptovaluták, például a MOAC és az Expanse is Ethash alapúak. Az algoritmus lehetővé teszi a tranzakciók gyors ellenőrzését vékony kliensek számára, mivel a DAG adatszerkezet egy kis része (kb. 16 MB) elegendő az ellenőrzéshez.

## Kritikák és kihívások
Az Ethash eredeti célja az ASIC-rezisztencia volt, de 2018-ban a Bitmain által bemutatott ASIC-bányászok miatt ez részben meghiúsult. Emiatt az Ethereum közösség egy része az algoritmus frissítését vagy elhagyását szorgalmazta, ami végül a PoS-re való átálláshoz vezetett. További kritika, hogy a DAG méretének növekedése miatt a bányászat egyre nehezebbé vált az elavult hardvereken, ami idővel centralizációhoz vezethetett volna.